# Låga Sundskär
Låga Sundskär är öar nära Skäriråsen i Nagu,  Finland. De ligger i Skärgårdshavet i Pargas stad i den ekonomiska regionen  Åboland i landskapet Egentliga Finland, i den sydvästra delen av landet. Öarna ligger omkring 6 kilometer norr om Skäriråsen, 37 kilometer söder om Nagu kyrka, 70 kilometer söder om Åbo och omkring 180 kilometer väster om Helsingfors. Närmaste allmänna förbindelse är förbindelsebryggan vid Trunsö som trafikeras av M/S Nordep.
Arean för den av öarna koordinaterna pekar på är 8 hektar och dess största längd är 0,5 kilometer i öst-västlig riktning.